# 大田原信用金庫
大田原信用金庫（おおたわらしんようきんこ、英語：Ohtawara Shinkin Bank）は、栃木県大田原市に本店を置く信用金庫である。略称はだいしん。 

## 概要
取引先の経営者で組織する「だいしん経営塾」や、若手経営者で組織する信樹会を定期的に開き、地域企業の業績向上につとめるなど、コミュニティーバンクとしてさまざまな取組を行っている。
2018年度決算による預金残高は1,149億円、自己資本比率11.21％、不良債権比率4.50％。

## シンボルマーク
シンボルマークは大田原信用金庫の頭文字〈Ｏ〉と信用金庫の頭文字〈Ｓ〉を組み合わせてデザイン化したもので、宇宙空間的な円の構成で表現している。大きな円は大田原の〈Ｏ〉、大きな円の中に浮かぶ小さな円は信用金庫の〈Ｓ〉を含む天体で、この〈Ｓ〉には、お客さまのサクセス（成功）とサービス（奉仕）の精神の意味を表している。

## 沿革
- 1928年2月10日 - 有限責任大田原町信用組合を設立。
- 1952年6月 - 信用金庫法に基づき、大田原信用金庫となる。
- 1989年6月 - 両替商業務開始。
- 1989年12月 - 日本銀行歳入代理店業務開始。
- 2002年2月 - 宇都宮信用金庫より、事業の一部を譲り受ける。

## 店舗
| 店舗コード | 支店名       | 住所                   |
| ---------- | ------------ | ---------------------- |
| 001        | 本店営業部   | 大田原市中央1-10-5     |
| 002        | 黒磯支店     | 那須塩原市末広町53-107 |
| 003        | 西那須野支店 | 那須塩原市永田町5-1    |
| 004        | 黒田原支店   | 那須町大字寺子丙2-73   |
| 005        | 野崎支店     | 大田原市薄葉2287-9     |
| 006        | 東那須野支店 | 那須塩原市大原間378-1  |
| 007        | 南大通り支店 | 大田原市若松町1650-8   |
| 009        | 矢板支店     | 矢板市木幡1369-9       |